# 小惑星の植民

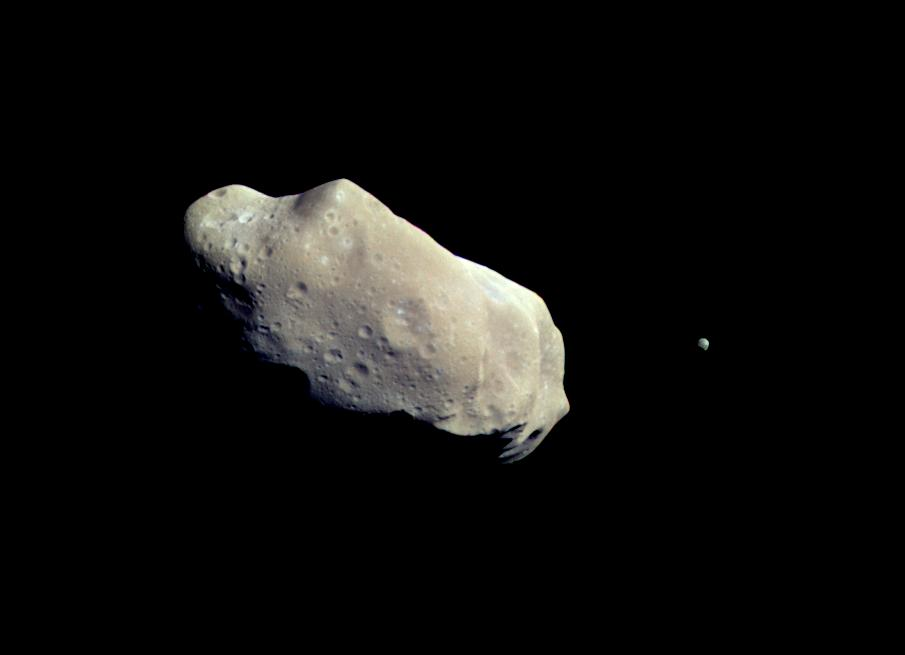
小惑星イダとその衛星ダクティル

小惑星の植民（しょうわくせいのしょくみん）は、人類が小惑星へ移住し、小惑星の環境の中で生活基盤を形成すること。宇宙移民の構想の一つ。

## 利点
- 対象となる小惑星が大量に存在する。2007年9月時点で30万以上の小惑星が確認されている。
- 軌道の種類が豊富である。地球の内側から海王星の外側まで存在する。
- 小惑星には様々な化学組成を持つものが知られている。鉄や炭素質を含むものに加え、木星軌道のトロヤ群の小惑星には水や氷を主成分とするものがあるかもしれない。
- 地球から見える最も小さい小惑星でさえ、建造物を覆う、あるいは内部や影側に設置して、放射線の盾として使用できるほどの質量がある。
- いくつかの地球に交差する小惑星は、地球から月へ行くほどのエネルギー（速度変更）を必要としないため、到達するのが比較的容易である。
- 小惑星から採掘した資源が、経済の基礎となるかもしれない。（→小惑星の鉱業）
  - 地球軌道を横切る小惑星の軌道を変えて地球の衛星軌道に乗せ、スペースコロニーを建設するための資材にしようというアイデアも出されている。

## 欠点
- 小惑星の質量が小さいこと自体に起因する低重力。そこに住む人間を改造するか、人工重力（英語版）を持つ宇宙ステーションが必要となるだろう。
- ほとんどの小惑星が太陽から遠い。小惑星帯は太陽から地球のまでの距離のおよそ2～4倍も遠くにある。これは利用可能な太陽エネルギー（太陽定数）が4～16分の1でしかないことを意味する。しかし、太陽からの絶え間ないエネルギーを集める大きな太陽集光器を建設することは比較的容易かもしれず、それによる熱やエネルギーでこの問題は解決できるかもしれない。
- 現在の知識では、多くの小惑星が塵と岩石からなる結合のゆるい塊かもしれないことを示唆しており、それにより植民という使用方法が妨げられるかもしれない。
- 小惑星は他の小惑星、または惑星とさえも衝突する可能性があり、その結果、小惑星自体が破壊され、居住者が全滅する恐れがあるため、人間がコロニーを建設するには安全な場所ではないのではないかという意見もある。

## 特に注目される天体

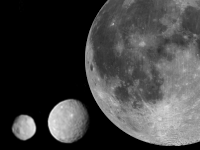
地球の月と並べたベスタとケレス

### ケレス
ケレスは小惑星帯に属するものとしては最初に発見された（かつ最大の）天体で、ほとんどの小惑星とは異なり、球に近い形をしている。この準惑星のマントルの大部分は水や氷ではないかと考えられており、最大2億km3で、そうなれば地球より事実上多くの水を持っているといえるかもしれない（だが、氷が地表からどの程度の深さに存在しているかなどは明確になっていない）。この巨大な水の蓄えは、基地の空気のための酸素とロケット燃料のための水素に容易に分解でき、将来的には核融合炉の燃料ともなるかもしれない。ケレスにはその低重力、小惑星帯へのアクセス、なにより供給される水のおかげで、研究や工業生産の基地が作られることになるだろう。
ケレスの1日は9時間で、その表面重力は0.028gである。脱出速度は510m/sで多くの銃弾の初速よりも低く、さらに赤道で93.7m/sになる表面回転速度により一部を補える。ケレスの赤道傾斜角は4±5°にすぎず、月や水星に提案されたのと同様、絶え間ない太陽エネルギーを供給する極地のコロニーを作るのに十分小さな角度かもしれない。

### ベスタ
ベスタは小惑星帯で3番目に大きな天体で、ケレスと同じくほぼ球形である。ケレスより密度が高く、表面重力は同じぐらいで0.022gになる。ベスタから来たと信じられている多くの隕石のおかげで、化学組成については現在でもよく知られている。

### エロス
エロスは2番目に大きな地球近傍小惑星である。2000年2月から1年間、NEARシューメーカーがエロスの軌道上から調査を行い、詳細な写真撮影を行った後に着陸した。

### アムン
(3554) アムンは地球の軌道と交差するM型小惑星で、直径は2.5kmほどと見積もられている。ジョン・S・ルイスは、2006年当時の価格で$20兆に相当する鉱物資源、鉄とニッケルが$8兆、コバルトが$6兆、さらにプラチナ類の金属で$6兆、を含んでいると見積もっている。
また、別のM型の地球近傍小惑星 (6178) 1986 DAは、軌道傾斜角がアムンの23.3°に比べて低く4.3°である。

## 小惑星の植民が描かれているフィクション
- ガンダムシリーズ（アニメ）
- おいら宇宙の探鉱夫（アニメ）
- 航空宇宙軍史（小説、谷甲州）
- ノウンスペースシリーズ（小説、ラリー・ニーヴン）
- ドラえもん（漫画）
  - 「地球脱出計画」（『ドラえもんプラス』2巻掲載）では、秘密道具を使って直径約300mの小惑星を生命が住めるように改造している。また、「しあわせのお星さま」（単行本18巻掲載）でも類似のストーリーが作られた。
  - 大長編ドラえもん のび太のねじ巻き都市冒険記（アニメ）
- 天冥の標シリーズ（小説、小川一水）